# Ouroubé Douddé
Ouroubé Douddé is een gemeente (commune) in de regio Mopti in Mali. De gemeente telt 12.211 inwoners (2009).
De gemeente bestaat uit de volgende plaatsen:
- Barkaneli
- Bokoré
- Dera
- Doye Marka
- Doye Peulh
- Samataka
- Sendegué (hoofdplaats)
- Sirifiré
- Tonomina